# Нейман Ольга Федорівна
Нейман Ольга Федорівна, також Нейман-Пермякова Ольга Федорівна (1888, Петербург — 1950) — російський і радянський геолог, одна з перших жінок-геологів Радянського Союзу; доктор геолого-мінералогічних наук (1943).
Член Всесоюзного палеонтологічного товариства та Московського товариства випробувачів природи; учасник XVII сесії Міжнародного геологічного конгресу (1937). Почесний член Чердинського товариства краєзнавців. Нагороджена медаллю «За доблесну працю у Великій Вітчизняній війні 1941—1945 рр.» (1945).

## Біографія
Ольга Федорівна Нейман народилася 1888 року в Петербурзі у родині генерала. 1912 року закінчила Вищі жіночі курси, а 1916 року — навчання у Петербурзькому університеті (1916). 
В період 1918—1923 років та 1925 року викладала у Пермському інституті, в 1924, 1932—1937, 1943—1944 роках — в Уральському інституті спочатку на посаді професора, згодом завідувачем кафедри геології та деканом геологічного факультету (1932 і 1943—1944 роки). Організувала для студентів практику з найкращих фахівців Москви і Ленінграда, очолила студентську геологічну екскурсію по річці Чусовій. Створила наукову школу геологів-стратиграфів.
1944 року переведена у Ростовський інститут, нетривалий час працювала у Новочеркаському та від 1944 до 1950 року — завідувач кафедрою геології гірничо-геологічного факультету Донецького індустріального інституту (ДІІ). Під керівництвом О. Ф. Нейман в ДІІ відновлений геологічний музей кафедри (закуплені зразки різноманітних гірських порід і колекції мінералів, художні картини, що відбивають головні етапи розвитку біосфери, інші наочні посібники), а головне усталився науковий напрямок кафедри — геологія і вугленосність палеозою Північного Кавказу і Донбасу.
Опублікувала понад 70 наукових праць, присвячені переважно геологічній зйомці, гідрогеологічним і геологічним дослідженням в Криму, Середній Азії, Сибіру і на Південному Уралі; вивченню стратиграфії нижньокам'яновугільних відкладів в Алапаєвському районі; організації експедиції у Вишерський край; вивчення геологічної будови західного схилу Середнього Уралу в районі Уфімського амфітеатру, в результаті чого представлена нова стратиграфія району (вперше відкриті відклади силуру, монографічно описані корали Halysitidae, виділена бардимська свита).